# Håkon Løken
Håkon Løken, född 9 november 1859 i Inderøy, död 10 september 1923, var en norsk journalist och jurist, son till Herman Løchen, och bror till Olaug Løken och Gudrun Løchen Drewsen.
Løken tog juridisk ämbetsexamen 1884 och var mellan 1890 och 1902 redaktör på Dagsposten, mellan 1902 och 1910 redaktör på Nidaros, som han grundade. Den sista delen av sin redaktörstid var han även borgmästare i Trondheim. 1902–1910 var han statsadvokat i Bratsberg och Nedenes, och 1913–1918 i Oslo. 1918–1920 och 1921–1923 var han fylkesman i Oslo.
Løken var en ivrig språkreformator på riksmålets grundval, men föreslog även en del mindre medgivanden åt landsmålet. Åren 1910–1912 gav han ut en novellistiskt utarbetad kulturhistoria i tre band: Anne Kathrines ungdom, Landsens liv och Fra Fjordnes til Sjøvinn, med vardagsbilder från 1870-talet. 1923 avslutade han denna bokcykel med Urolige tider.